# Konkret kategori
För andra betydelser, se Konkret.
Konkret kategori står inom det matematiska området kategoriteori oftast informellt för en kategori vars objekt är mängder med någon bestämd extra matematisk struktur, och vars morfismer är de vanliga mängdteoretiska funktioner som "respekterar" denna struktur. Exempelvis består kategorin av grupper av just grupper, alltså mängder tillsammans med gruppstrukturer, och av grupphomomorfier, alltså funktioner mellan grupper som överför grupprodukter i grupprodukter.
Ett annat exempel är kategorin av reella linjära rum, där objekten är vanliga linjära rum (vektorrum) och morfismerna är de linjära avbildningarna.
Den mer tekniska formella definitionen avviker litet; se nedan.

## Glömskefunktor
Låt C vara en konkret kategori, vars objekt består av mängder med någon slags extrastruktur. Objekten kan då beskrivas som ordnade par (M,S), där varje M är en mängd och varje S är en struktur på M. Glömmer man bort strukturen S på detta objekt, så återstår bara mängden M. Detta motiverar definitionen av glömskefunktorn G från C till kategorin Set; den ges av
{\displaystyle G{\bigl (}(M,S){\bigr )}=M{\hbox{ och }}G(f)=f}.
Glömskefunktorn G är en trogen funktor, det vill säga, olika morfismer mellan samma par av objekt i C avbildas på olika morfismer i Set. Däremot kan mycket väl olika objekt i C avbildas på samma objekt i Set; detta händer varje gång en och samma mängd mängd kan förses med flera olika C-strukturer.

## Exempel
- Kategorin av mängder själv, Set eller Ens, med vanliga funktioner som morfismer. Eftersom det i detta fall inte finns någon extrastruktur att glömma bort, så är glömskefunktorn precis identitetsfunktorn på Set.
- Varje slag av algebra inom teorin för universell algebra definierar en kategori, där objekten är algebrorna och morfismerna är motsvarande homomorfier. Några vanliga exempel är
  - Kategorin av grupper (Grp);
  - Kategorin av unitära ringar;
  - Kategorin av reella linjära rum; och allmännare:
  - varje modulkategori (A-Mod, Mod-A eller A-Mod-B).
- Andra algebraiska kategorier, exempelvis kategorin av kroppar.
- Kategorin av topologiska rum med kontinuerliga avbildningar som morfismer, Top.

## Formell definition
Den formella definitionen beror inte på om objekten faktiskt är mängder, utan på om de kan "konkretiseras" som mängder med hjälp av en funktor som fungerar som en glömskefunktor. Därför definieras en konkret kategori som ett par (C,U), där C är en kategori, och U är en (kovariant) trogen funktor från C till kategorin Set av mängder med vanliga mängdavbildningar som morfismer. Kategorin C är konkretiserbar om det finns en sådan funktor U, och varje sådant U är en konkretisering av kategorin C.
En konkretiserbar kategori kan ha flera väsentligen olika konkretiseringar. Varje liten kategori är konkretiserbar. Antag nämligen att C är en liten kategori, så att klassen av objekt i C är en mängd, säg O. För varje objekt A ∈ O kan vi då sätta
{\displaystyle U(A)=\{{\hbox{morfismer till }}A\}},
eftersom detta då också är en mängd. Slutligen kan vi använda morfismsammansättning för att definiera U(f) för en morfism f från A till B i C; U(f) definieras genom att man för varje morfism g från C till A sätter
{\displaystyle {\bigl (}U(f){\bigr )}(g)=g\circ f:C\rightarrow B},
vilket ju är ett element i U(B).
Det finns dock också kategorier som inte är konkretiserbara, exempelvis Toph, kategorin av topologiska rum med homotopiklasser som morfismer. Om två kategorier är ekvivalenta, så är antingen bådadera eller ingendera konkretiserbar, eftersom ekvivalensen ges av trogna funktorer och sammansättningen av två trogna funktorer är trogen.